# Списак дела Игора Стравинског
Ово је списак композиција Игора Стравинског.

## Опере
- Славуј (Le Rossignol), опера у три чина(1914)
- Ренард, бурлеска за 4 пантомимичара и камерни оркестар (1916)
- Прича о војнику (L'Histoire du soldat), за камерни ансамбл и три спикера (1918)
- Мавра, једночина опера (1922)
- Краљ Едип, двочина опера-ораторијум (1927)
- Персефона, мелодрама за спикера, солисте, хор и оркестар (1933)
- Живот развратника, опера у три чина (1951).[1]
- Поплава, телевизијска опера (1962)

## Балети
- Жар-птица (L'oiseau de feu) (1910, рев. 1919/1945)
- Петрушка (1911, рев. 1947)
- Посвећење пролећа (Le sacre du printemps) (1913, рев. 1947/1967)
- Свадба (The Wedding), за солисте, хор, 4 клавира и удараљке (1914–17; 1919–23)
- Пулчинела, за камерни оркестар и солисте (1920)
- Аполон (Apollon musagète),за гудачки оркестар (1928, рев. 1947)
- Вилин пољубац (Le baiser de la fée) (1928, рев. 1950)
- Игра картама (Jeu de cartes) (1936)
- Циркуска полка (1942)
- Балетске сцене (Scènes de ballet) (1944)
- Орфеј, за камерни оркестар (1947)
- Агон (1957)

## Оркестарска дела
- Симфонија у Ес дуру, Op. 1 (1907)
- Фантастични скерцо, Op. 3 (1908)
- Ватромет (Feu d'artifice), Op. 4 (1908)
- Погребна песма, Op. 5 (1908); компонована поводом комеморације смрти Николаја Римског Корсакова; премијерно изведена 17 јануара 1909 у свечаној сали Петербуршког конзерваторијума; била је изгубљена све до септембра 2015.[2]
- Песма славуја (Le chant du rossignol) (1917)
- Свита из Пулчинеле (1920)
- Свита бр. 2 за камерни оркестар (1921, аранжман Trois pièces faciles и Cinq pièces faciles No. 5)
- Свита бр. 1 за камерни оркестар (1925, аранжман Cinq pièces faciles Nos. 1–4)
- Четири етиде, за оркестар (1928, аранжман Three Pieces for String Quartet и Étude pour pianola)
- Дивертименто (Свита из Le Baiser de la fée, 1934)
- Кончерто ин Ес Dumbarton Oaks, за камерни оркестар (1938)
- Симфонија ин Ц (1940)
- Концертни плесови за камерни оркестар (1941–42)
- Циркуска полка за оркестар (1942)
- Четири Норвешка расположења за оркестар (1942)
- Ода за оркестар (1943)
- Скерцо à la russe за оркестар (1944, also a version for Paul Whiteman's band)
- Симфонија у три става (1945)
- Кончерто ин Д Basle, за гудачки оркестар (1946)
- Танго за камерни оркестар (1953, arrangement of 1940 work for piano)
- Поздравни прелудијум за оркестар (1955), поводом 80-тог рођендана Пијере Монтеа
- 8 инструменталних минијатура за 15 извођача (1963, оркестрација Les cinq doigts)
- Варијације (у знак сећања на Олдоса Хакслија) (1963/1964)
- Канон на популарну руску мелодију (1965)

## Концерти
- Концерт за клавир и дувачке инструменте (1923–24, rev. 1950)
- Капричо за клавир и оркестар (1929/1949)
- Концерт за виолину ин Д (1931)
- Одломци за клавир и оркестар (1958/1959)

## Хорска дела
- Краљ звезда (Le roi des étoiles), за мушки хор и оркестар (1912)
- Оче наш (Otche Nash) (1926, рев. 1949)
- Симфонија псалама, за хор и оркестар (1930, рев. 1948)
- Credo (Veruyu) (1932, рев. 1964)
- Богородице дево (Bogoroditse Dyevo) (1934, рев. 1949)
- Бука (1944)
- Миса (1944–48)
- Кантата, за мецо сопран, тенор, женски хор, 2 флауте, обоу, енглески рог и чело (1951–52)
- Canticum Sacrum (1955)
- Threni (1958)
- A Sermon, наратив и извођач (1961)
- Anthem (The dove descending breaks the air), за хор а капела (1962)
- Introitus (1965)
- Requiem Canticles (1966)

## Соло песме
- Романса за глас и клавир (1902)
- Како се печурке мобилишу за рат, за глас (бас) и клавир (1904)
- Faun and Shepherdess, за мецо сопран и оркестар, Op. 2 (1907)
- Пасторале, за сопран и клавир (1907, аранжирана за сопран и дувачки квинтет 1923)
- Две мелодије, за сопран и клавир, Op. 6 (1908)
- Две песме Пола Верлена, за баритон и клавир, Op. 9 (1910, аранжирана за баритон и оркестар 1951)
- Две песме K. Балмонта, за глас и клавир (1911, аранжирана за глас и мали оркестар 1954)
- Три јапанске песме (Trois poésies de la lyrique japonaise),за глас и клавир или камерни оркестар (1913)
- Три мале шансоне, за глас и клавир (1906-1913, аранжирана за глас и мали оркестар 1930)
- Pribaoutki, за глас, флауту, обоу, кларинет, фагот, виолину, виолу, чело и контрабас (1914)
  - Kornílo (Ујак Корнило)
  - Natashka (Мала Наталија)
  - Polkovnik (Пуковник)
  - Starets i zayats (The Old Man and the Hare)
- Успаванке за мачку, за контраалт и три кларинета (1916)
- Три приче за децу, за глас и клавир (1917)
  - Tilim-bom
  - Geese, Swans
  - The bear's little song
- Четири руске народне песме, за женски глас без пратње (1917)
- Berceuse, за глас и клавир (1918)
- Четири руске песме, за глас и клавир (1918–19)
  - Selezen’ (The Drake)
  - Zapevnaya (Counting Song)
  - Sidit varabey na chuzhoy garadbe (Dish-divination Song)
  - Sektanskaya (Song of the Sectarian)
- Petit ramusianum harmonique, за један глас или гласове (1938)
- Три сонета Вилијема Шекспира, за мецо сопран, флауту, кларинет и виолу (1953)
- Четири песме, за мецо сопран, флауту, харфу и гитару (1954, аранжман Quatre chants russes Nos. 1 & 4; Three Tales for Children Nos. 1 & 2)
- У знак сећања на Дилана Томаса (Dirge-canons and song), за тенор, гудачки квартет, и четири тромбона (1954)
- Абрахам и Исак, a sacred ballad for baritone and orchestra (1963)
- Елегија за Џ.Ф.К.-еја, за баритон или мецо сопран и три кларинета (1964)
- Сова и мачкица, за сопран и клавир (1966)

## Камерна дела
- Три комада за гудачки квартет (1914)
- За Пабла Пикаса, комад за кларинет (1917)
- Канон за две хорне (1917)
- Регтајм за једанаест инструмената (1917–18)
- Дует за два фагота, "Lied ohne Namen" (1918)
- Свита из Приче о војнику за виолину, кларинет и клавир (1919)
- Три комада за кларинет (1919)
- Кончертино за гудачки квартет (1920)
- Симфонија за дувачке инструменте(1920, рев. 1947)
- Октет за дувачке инструменте (1923)
- Свита на основу тема, фрагмената и дела Перголезија, за виолину и клавир (1925)
- Duo Concertant за виолину и клавир (1932)
- Италијанска свита (из Пулчинеле), за чело и клавир (1932/33) (in collaboration with Gregor Piatigorsky)
- Пасторала, за виолину и клавир или виолину и дувачки квинтет (1933)
- Италијанска свита (из Пулчинеле), за виолину и клавир (1934) (in collaboration with Samuel Dushkin)
- Прелудијум за џез бенд (1936/37)
- Елегија, за соло виолу(1944)
- Абонос кончерто за кларинет и џез бенд (1945)
- Септет за кларинет, хорну, фагот, виолину, виолу, чело и клавир (1953)
- Кончертино за мали ансамбл (1953) (arrangement of 1920 work for string quartet)
- Epitaphium,за флауту, кларинет и харфу (1959)
- Дупли канон, for string quartet 'Raoul Dufy in Memoriam' (1959)
- Monumentum pro Gesualdo di Venosa ad CD annum, за камерни ансамбл (1960)

1. "Asciugate I begli ochi"
2. "Ma tu, cagion di quella"
3. "Belta poi che t'assenti"

- Успаванка, for two recorders (1960) (arrangement of item from The Rake's Progress, 1951)
- Фанфаре за ново позориште, за две трубе (1964)

## Клавирска дела
- Тарантела (1898)
- Скерцо (1902)
- Клавирска соната у Фис молу (1903–4)
- Четири етиде, Op. 7 (1908)
- Жар-птица (L'oiseau de feu) (1910)
- Посвећење пролећа (Le sacre du printemps), за четвороручно на једном клавиру(1913)
- Валцер цвећа (Valse des fleurs), за два клавира (1914)
- Три лака комада (Trois pièces faciles), за четири руке (1915)
- Сувенир са марширања (Souvenir d'une marche boche) (1915)
- Пет лаких комада (Cinq pièces faciles), за четири руке (1917)
- Валцер за децу (Valse pour les enfants) (1917)
- Клавирска рег музика (1919)
- Корали (1920)
- Пет прстију (1921)
- Три става из Петрушке (1921)
- Клавирска соната (1924)
- Серенада ин A (1925)
- Кончерто за два клавира (1935)
- Танго (1940)
- Соната за два клавира (1943)
- Две скице за сонату (1967)

## Механички клавир
Ово није списак свих дела Стравинског за механички клавирски, већ само оних које је сам композитор написао или аранжирао за механички клавир.
- Етиде за механички клавир (Study for Pianola) – Aeolian Company, London, Themodist T967 (1921)
- Пулчинела Pleyel, Paris, Pleyela 8421 – 8428 (1921)
- Посвећење пролећа (Le sacre du printemps) – Pleyel, Paris, Pleyela 8429 – 8437 (1921)
- Посвећење пролећа (Le sacre du printemps) – Aeolian Company, London, Themodist T24150 – T24153 (1921)
- Клавирска рег музика – Pleyel, Paris, Pleyela 8438 (1921)
- Регтајм – Pleyel, Paris, Pleyela 8450 (1921)
- Петрушка – Pleyel, Paris, Pleyela 8441 – 8447 (1922)
- Песма славуја (Le chant du rossignol) – Pleyel, Paris, Pleyela 8451 – 8453 (1922/3)
- Три приче за децу – Pleyel, Paris, Pleyela 8454 (1922/3)
- Четири руске песме (Quatre chants russes) – Pleyel, Paris, Pleyela 8455 (1922/3)
- Кончертино – Pleyel, Paris, Pleyela 8456 (1923)
- Свадба (The Wedding) – Pleyel, Paris 8831 – 8834, 8861 (1923)
- Жар-птица (L'oiseau de feu) – Pleyel, Paris, Pleyela 10039 – 10045 (1926)
- Жар-птица (L'oiseau de feu) – Aeolian Company, London, Duo-Art D759 – D769 (1929)

## Аранжмани и транскрипције
- Les Sylphides (по Шопену) (1909)
- Song of the Volga Boatmen (1917)
- Банер са звездом (1941)
- Четири прелудијума и фуге из Баховог Добро темперованог клавира (1969)

## Балети засновани на музици Стравинског
- Концертне игре
- Кавез (1951) to the Concerto in D
- Октет (1958) заснован на Октету
- Monumentum pro Gesualdo (1960) to the Monumentum pro Gesualdo di Venosa ad CD annum
- Arcade (1963) to the Concerto for Piano and Wind Instruments
- Requiem Canticles (Robbins) (1966) to the Requiem Canticles
- Варијације (1966) заснован на Варијацијама
- Requiem Canticles (Balanchine) (1968) to the Requiem Canticles
- Ода (1972) заснован на Оди (Стравински)
- Scènes de ballet (1972) to the Scènes de ballet
- Симфонија ин Ес (1972) заснован на Симфонији ин Ес
- Симфонија у три става (1972) заснован на Сомфонији у три става
- Елегија (1982) заснован на Елегији за соло виолу
- Ноје и поплава (1982) заснован на Поплави
- Танго (Balanchine) (1982) заснован на Тангу
- Танго (Martins) (1984) заснован на тангу
- Балетске сцене (1999) заснован на Балетским сценама